# マキノユイ。
『マキノユイ。』は、牧野由依の2枚目のオリジナルアルバム。2008年3月26日にflying DOGから発売された。

## 概要
前作『天球の音楽』から約2年ぶりとなるオリジナルアルバム。
シングル「スケッチブックを持ったまま」から「スピラーレ」よりシングル曲3曲およびカップリング曲1曲を含めた全12曲を収録。通常盤と初回生産限定盤の2種類の仕様で発売され、後者にはPV・CM等を収録したDVDが同梱されている。
なお、発売前に、本作収録曲の「横顔」のアコースティック・バージョンがシングル『スピラーレ』に先行収録された。

## 収録曲

### CD
1. 雨の日の噴水 [2:03]
作曲：William Gillock、ピアノ演奏：牧野由依
2. マーマレード [5:31]
作詞：タケシモトヤマ、作曲：上田晃司、編曲：河野伸
  - 小泉今日子のカバー曲（アルバム「KYO→」（1998年収録）
3. 三月物語 [4:48]
作詞：西直紀、作曲：渡辺翔、編曲：鈴木Daichi秀行
4. 横顔 [4:50]
作詞・作曲：伊藤利恵子、編曲：桜井康史・伊藤利恵子
  - テレビアニメ『ARIA The ORIGINATION』挿入歌
  - シングル『スピラーレ』収録曲「横顔 -acoustic version-」のオリジナル音源。
5. スピラーレ [5:38]
作詞：河井英里、作曲・編曲：窪田ミナ
  - テレビアニメ『ARIA The ORIGINATION』オープニングテーマ
6. ソルフェージュ [3:18]
作詞・作曲：牧野由依、編曲：窪田ミナ
  - 『牧野由依の大門ドロビッチ』最終回（2007年5月22日）において、出来たばかりのメロディーが公開されていた。
7. synchronicity [5:22]
作詞・作曲・編曲：梶浦由記
  - OVA『ツバサ TOKYO REVELATIONS』オープニングテーマ
8. つきのしじま -ultimate mix- [4:59]
作詞・作曲・編曲：梶浦由記
  - テレビアニメ『ツバサ・クロニクル』挿入歌
9. 遠くまで行こう [4:58]
  - 作詞：岡崎葉、作曲・編曲：鈴木智文
  - テレビアニメ『スケッチブック 〜full color's〜』挿入歌
10. スケッチブックを持ったまま -弾き語り- [4:19]
作詞・作曲：大江千里、編曲・ピアノ演奏：牧野由依
  - テレビアニメ『スケッチブック 〜full color's〜』エンディングテーマ
11. DESTINY [4:54]
作詞・作曲：かの香織、編曲：山本隆二
12. 私について [5:05]
作詞：西直紀、作曲・編曲：河野伸

### DVD（初回限定盤のみ）
1. ユーフォリア （PV）
作詞：河井英里、作曲・編曲：窪田ミナ
  - テレビアニメ『ARIA The NATURAL』オープニングテーマ
2. もどかしい世界の上で （PV）
作詞・作曲：佐々倉有吾、編曲：島田昌典
  - テレビアニメ『N・H・Kにようこそ!』エンディングテーマ
3. スピラーレ （PV）
作詞：河井英里、作曲・編曲：窪田ミナ
  - テレビアニメ『ARIA The ORIGINATION』オープニングテーマ
4. CM映像集
  - 1st Single『アムリタ』
  - 2nd Single『ウンディーネ』
  - 3rd Single『ユーフォリア』
  - 4th Single『もどかしい世界の上で』
  - 1st Album『天球の音楽』
  - 5th Single『スケッチブックを持ったまま』
  - 7th Single『スピラーレ』